# Panoràmica

Representació animada del moviment d'una panoràmica horitzontal

En cinema, una panoràmica és un moviment d'imatge que consisteix a fer girar la càmera sobre el seu propi eix (horitzontal, vertical o diagonal), sense moure-la de lloc. Acostuma a realitzar-se muntant la càmera sobre un trípode o fent-la girar directament a mà. Les panoràmiques poden descriure un lloc estàtic o seguir un personatge en una trajectòria, i la seva funció principal és relacionar elements dins d'un mateix pla, que es troben o bé dins de camp o en un fora de camp immediat. En una pel·lícula, narrativament parlant, poden ser descriptives (descrivint un espai o un personatge), d'acompanyament (seguint a un element en moviment) o de relació (quan es vol associar més d'un personatge).
Una panoràmica sempre ha de començar en un enquadrament fix i acabar en un altre de diferent, de manera que quedin tres plans: enquadrament fix 1, panoràmica i enquadrament fix 2. Normalment no acostumen a excedir d'una rotació de 150º, i si es fan diferents panoràmiques seguides es recomana seguir la mateixa direcció per no despistar a l'espectador i dotar l'escena de naturalitat. A l'hora de gravar panoràmiques, com que l'escenari inicial és diferent a l'escenari final, s'han de tenir en compte aspectes com els canvis de llum o focus per tal d'evitar problemes com el desenfocament o el contrallum.

## Tipus de panoràmiques
- Panoràmica horitzontal: És la rotació de la càmera de dreta a esquerra o viceversa. Es coneix també amb el nom de pan. Dins de les panoràmiques horitzontals, les més fetes servir, trobem:
  - Panoràmica horitzontal de seguiment: Consisteix a fer un seguiment frontal o lateral d'un subjecte que es mou.
  - Panoràmica horitzontal de reconeixement: És un recorregut lent per un escenari que permet a l'espectador observar els detalls de l'escenari.
  - Panoràmica horitzontal Interrompuda: Consisteix en un moviment llarg i suau que s'atura bruscament per crear una sensació visual de contrast.
- Panoràmica vertical: És la rotació de la càmera de dalt a baix o viceversa. Es coneix també amb el nom anglès de tilt.
- Panoràmica sobre el seu eix òptic: Es coneix amb el nom anglès de roll, i es produeix quan la càmera rota sobre el seu propi eix de visió seguint el moviment de les agulles del rellotge (CW) o anant en sentit contrari a les manetes del rellotge (ACW o CCW).
- Obliqua: És el moviment en diagonal de la càmera, tant en un sentit com en l'altre. Es produeix quan el capçal del trípode no està anivellat.
- Panoràmica circular: És una panoràmica horitzontal o vertical que fa un moviment de 360 graus.
- Escombrat: És una panoràmica tan ràpida que no deixa veure amb claredat les imatges que es recullen en ella. En cinema, acostuma a fer-se servir com a transició o com a recurs estilístic.